# Tomísids
Els tomísids (Thomisidae) són una família d'aranyes araneomorfes. Tenen una semblança superficial amb els filodròmids.
S'anomenen també aranyes cranc (crab spiders) a causa de la disposició dels seus dos primers parells de potes, dels cossos aplanats i força angulosos, que els dona un aspecte que fa pensar en els crancs. També, com els crancs, poden anar de costat i enrere molt fàcilment. També les anomenen aranyes de les flors (flower spiders) perquè sovint se les troba en les flors, on estan a l'espera d'algun insecte. No construeixen cap mena de teranyina però són caçadors molt actius, com molts saltícids.
L'antiga família dels afantoquílids (Aphantochilidae) va ser incorporada al tomísids a finals dels anys 80. Espècies d' Aphantochilus s'assemblen mimèticament a les formigues del gènere Cephalotes que són la seva presa.
No es té cap notícia que siguin nocives per als éssers humans. Cal no confondre-les amb el gènere Sicarius, de la família dels sicàrids, que també s'assembla a un cranc, i que estan relacionades amb el gènere Loxosceles que són molt verinoses.

## Sistemàtica

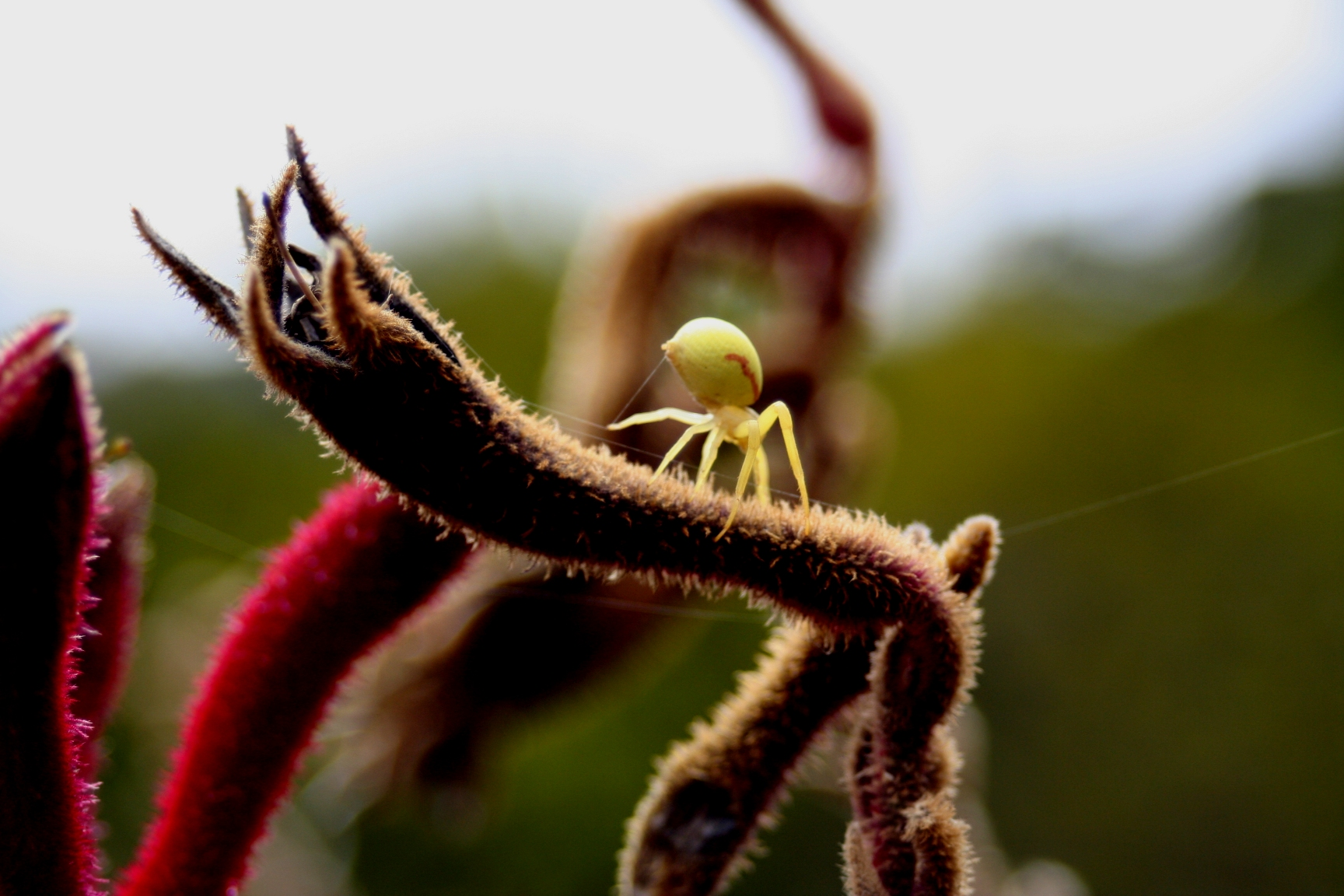
Misumena vatia

Segons el World Spider Catalog amb data del 18 gener de 2019, aquesta família té reconeguts 170 gèneres i 2.164 espècies de les quals 371 són del gènere Xysticus, 222 del gènere Tmarus i 145 del gènere Thomisus. Els darrers anys s'han incrementat el nombre d'espècies, ja que el 27 de novembre de 2006 i hi havia citats 2.026 espècies. Els 170 gèneres de tomísids són:
- Acentroscelus Simon, 1886
- Acrotmarus Tang & Li, 2012
- Alcimochthes Simon, 1885
- Amyciaea Simon, 1885
- Angaeus Thorell, 1881
- Ansiea Lehtinen, 2004
- Aphantochilus O. Pickard-Cambridge, 1871
- Apyretina Strand, 1929
- Australomisidia Szymkowiak, 2014
- Avelis Simon, 1895
- Bassaniana Strand, 1928
- Bassaniodes Pocock, 1903
- Boliscodes Simon, 1909
- Boliscus Thorell, 1891
- Bomis L. Koch, 1874
- Bonapruncinia Benoit, 1977
- Boomerangia Szymkowiak, 2014
- Borboropactus Simon, 1884
- Bucranium O. Pickard-Cambridge, 1881
- Camaricus Thorell, 1887
- Carcinarachne Schmidt, 1956
- Cebrenninus Simon, 1887
- Ceraarachne Keyserling, 1880
- Cetratus Kulczyński, 1911
- Coenypha Simon, 1895
- Coriarachne Thorell, 1870
- Corynethrix L. Koch, 1876
- Cozyptila Lehtinen & Marusik, 2005
- Crockeria Benjamin, 2016
- Cymbacha L. Koch, 1874
- Cymbachina Bryant, 1933
- Cynathea Simon, 1895
- Cyriogonus Simon, 1886
- Deltoclita Simon, 1887
- Demogenes Simon, 1895
- Diaea Thorell, 1869
- Dietopsa Strand, 1932
- Dimizonops Pocock, 1903
- Diplotychus Simon, 1903
- Domatha Simon, 1895
- Ebelingia Lehtinen, 2004
- Ebrechtella Dahl, 1907
- Emplesiogonus Simon, 1903
- Epicadinus Simon, 1895
- Epicadus Simon, 1895
- Epidius Thorell, 1877
- Erissoides Mello-Leitão, 1929
- Erissus Simon, 1895
- Felsina Simon, 1895
- Firmicus Simon, 1895
- Geraesta Simon, 1889
- Gnoerichia Dahl, 1907
- Haedanula Caporiacco, 1941
- Haplotmarus Simon, 1909
- Hedana L. Koch, 1874
- Henriksenia Lehtinen, 2004
- Herbessus Simon, 1903
- Heriaesynaema Caporiacco, 1939
- Heriaeus Simon, 1875
- Heterogriffus Platnick, 1976
- Hewittia Lessert, 1928
- Hexommulocymus Caporiacco, 1955
- Holopelus Simon, 1886
- Ibana Benjamin, 2014
- Indosmodicinus Sen, Saha & Raychaudhuri, 2010
- Indoxysticus Benjamin & Jaleel, 2010
- Iphoctesis Simon, 1903
- Isala L. Koch, 1876
- Isaloides F. O. Pickard-Cambridge, 1900
- Lampertia Strand, 1907
- Latifrons Kulczyński, 1911
- Ledouxia Lehtinen, 2004
- Leroya Lewis & Dippenaar-Schoeman, 2014
- Loxobates Thorell, 1877
- Loxoporetes Kulczyński, 1911
- Lycopus Thorell, 1895
- Lysiteles Simon, 1895
- Massuria Thorell, 1887
- Mastira Thorell, 1891
- Mecaphesa Simon, 1900
- Megapyge Caporiacco, 1947
- Metadiaea Mello-Leitão, 1929
- Micromisumenops Tang & Li, 2010
- Misumena Latreille, 1804
- Misumenoides F. O. Pickard-Cambridge, 1900
- Misumenops F. O. Pickard-Cambridge, 1900
- Misumessus Banks, 1904
- Modysticus Gertsch, 1953
- Monaeses Thorell, 1869
- Musaeus Thorell, 1890
- Mystaria Simon, 1895
- Narcaeus Thorell, 1890
- Nyctimus Thorell, 1877
- Ocyllus Thorell, 1887
- Onocolus Simon, 1895
- Ostanes Simon, 1895
- Oxytate L. Koch, 1878
- Ozyptila Simon, 1864
- Pactactes Simon, 1895
- Pagida Simon, 1895
- Parabomis Kulczyński, 1901
- Parasmodix Jézéquel, 1966
- Parastrophius Simon, 1903
- Parasynema F. O. Pickard-Cambridge, 1900
- Pasias Simon, 1895
- Pasiasula Roewer, 1942
- Peritraeus Simon, 1895
- Phaenopoma Simon, 1895
- Pharta Thorell, 1891
- Pherecydes O. Pickard-Cambridge, 1883
- Philodamia Thorell, 1894
- Philogaeus Simon, 1895
- Phireza Simon, 1886
- Phrynarachne Thorell, 1869
- Physoplatys Simon, 1895
- Pistius Simon, 1875
- Plancinus Simon, 1886
- Plastonomus Simon, 1903
- Platyarachne Keyserling, 1880
- Platythomisus Doleschall, 1859
- Poecilothomisus Simon, 1895
- Porropis L. Koch, 1876
- Prepotelus Simon, 1898
- Pseudamyciaea Simon, 1905
- Pseudoporrhopis Simon, 1886
- Pycnaxis Simon, 1895
- Pyresthesis Butler, 1880
- Reinickella Dahl, 1907
- Rejanellus Lise, 2005
- Rhaebobates Thorell, 1881
- Runcinia Simon, 1875
- Runcinioides Mello-Leitão, 1929
- Saccodomus Rainbow, 1900
- Scopticus Simon, 1895
- Sidymella Strand, 1942
- Simorcus Simon, 1895
- Sinothomisus Tang, Yin, Griswold & Peng, 2006
- Smodicinodes Ono, 1993
- Smodicinus Simon, 1895
- Soelteria Dahl, 1907
- Spilosynema Tang & Li, 2010
- Stephanopis O. Pickard-Cambridge, 1869
- Stephanopoides Keyserling, 1880
- Stiphropella Lawrence, 1952
- Stiphropus Gerstäcker, 1873
- Strigoplus Simon, 1885
- Strophius Keyserling, 1880
- Sylligma Simon, 1895
- Synaemops Mello-Leitão, 1929
- Synalus Simon, 1895
- Synema Simon, 1864
- Tagulinus Simon, 1903
- Tagulis Simon, 1895
- Talaus Simon, 1886
- Tarrocanus Simon, 1895
- Taypaliito Barrion & Litsinger, 1995
- Tharpyna L. Koch, 1874
- Tharrhalea L. Koch, 1875
- Thomisops Karsch, 1879
- Thomisus Walckenaer, 1805
- Titidiops Mello-Leitão, 1929
- Titidius Simon, 1895
- Tmarus Simon, 1875
- Trichopagis Simon, 1886
- Ulocymus Simon, 1886
- Uraarachne Keyserling, 1880
- Wechselia Dahl, 1907
- Xysticus C. L. Koch, 1835
- Zametopina Simon, 1909
- Zygometis Simon, 1901

### Fòssils
Segons el World Spider Catalog versió 19.0 (2018), existeixen els següents gèneres fòssils:
- †Ecotona Lin, Zhang & Wang, 1989
- †Facundia Petrunkevitch, 1942
- †Fiducia Petrunkevitch, 1950
- †Filiolella Petrunkevitch, 1955
- †Heterotmarus Wunderlich, 1988
- †Komisumena Ono, 1981
- †Miothomisus Zhang, Sun & Zhang, 1994
- †Palaeoxysticus Wunderlich, 1985
- †Parvulus Zhang, Sun & Zhang, 1994
- †Succinaenigma Wunderlich, 2004
- †Succiniraptor Wunderlich, 2004
- †Syphax C. L. Koch & Berendt, 1854
- †Thomisidites Straus, 1967
- †Thomisiraptor Wunderlich, 2004

### Superfamília
Els tomísids havien format part de la superfamília dels tomisoïdeus (Thomisoidea), al costat dels filodròmids. Les aranyes, tradicionalment, havien estat classificades en famílies que van ser agrupades en superfamílies. Quan es van aplicar anàlisis més rigorosos, com la cladística, es va fer evident que la major part de les principals agrupacions utilitzades durant el segle XX no eren compatibles amb les noves dades. Actualment, els llistats d'aranyes, com ara el World Spider Catalog, ja ignoren la classificació de superfamílies.

## Galeria fotogràfica

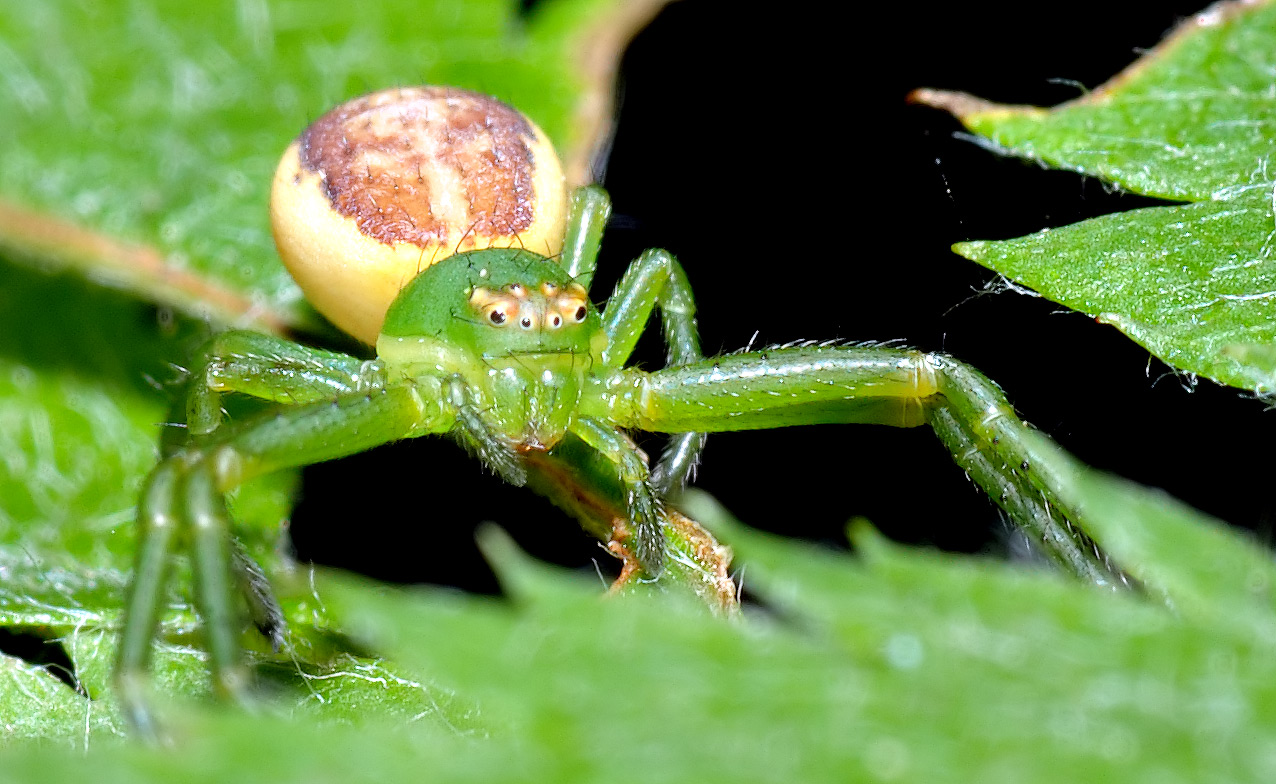
Diaea dorsata
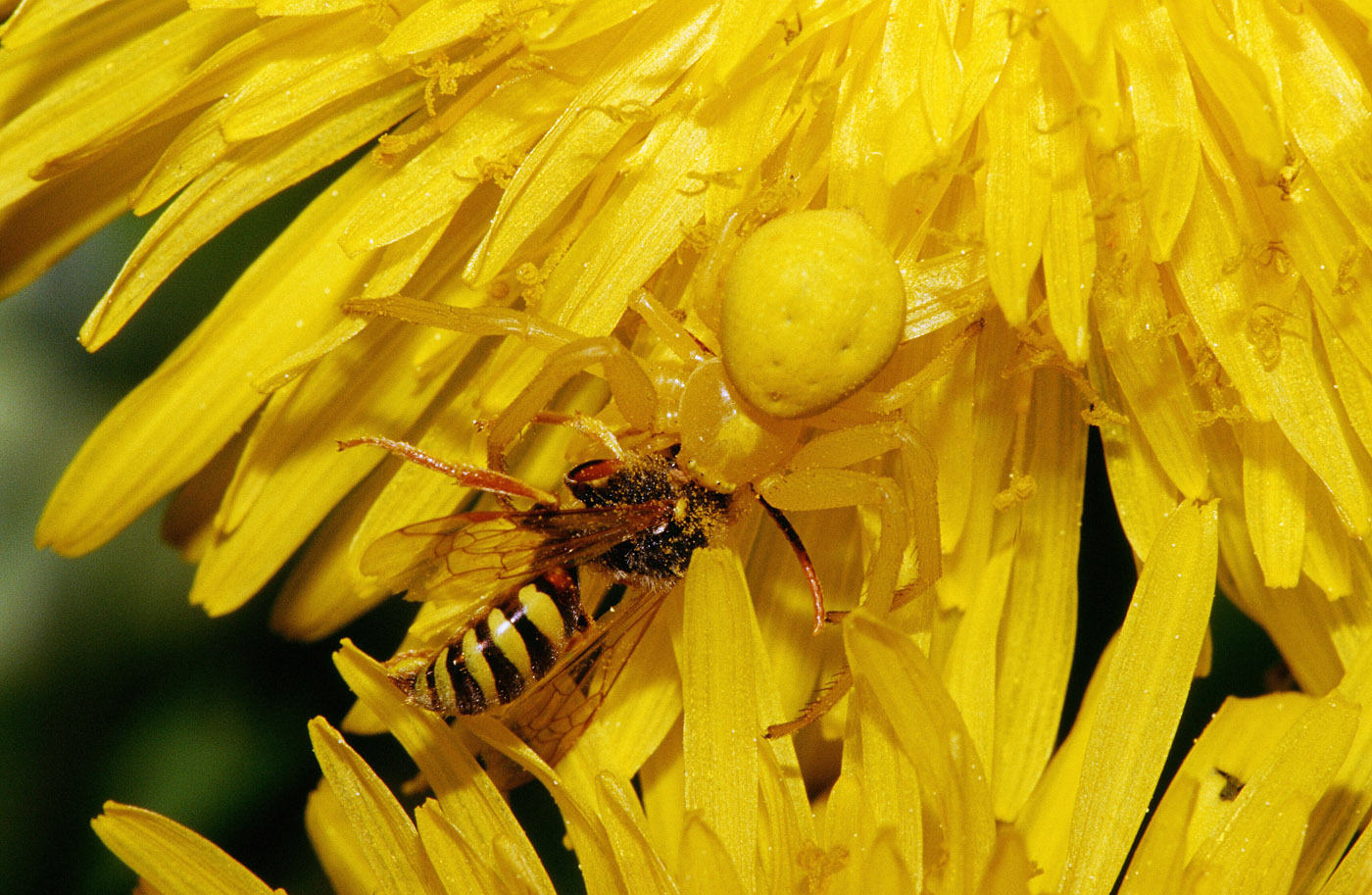
Misumena vatia amb una vespa.
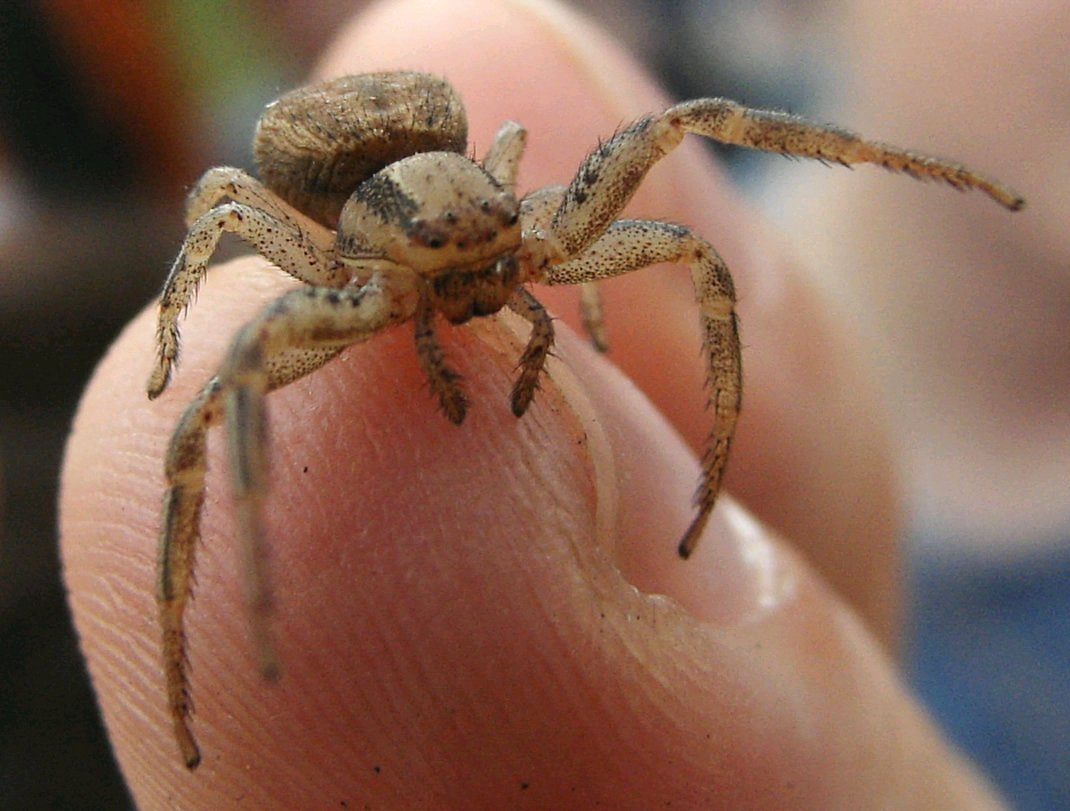
Ozyptila atomaria
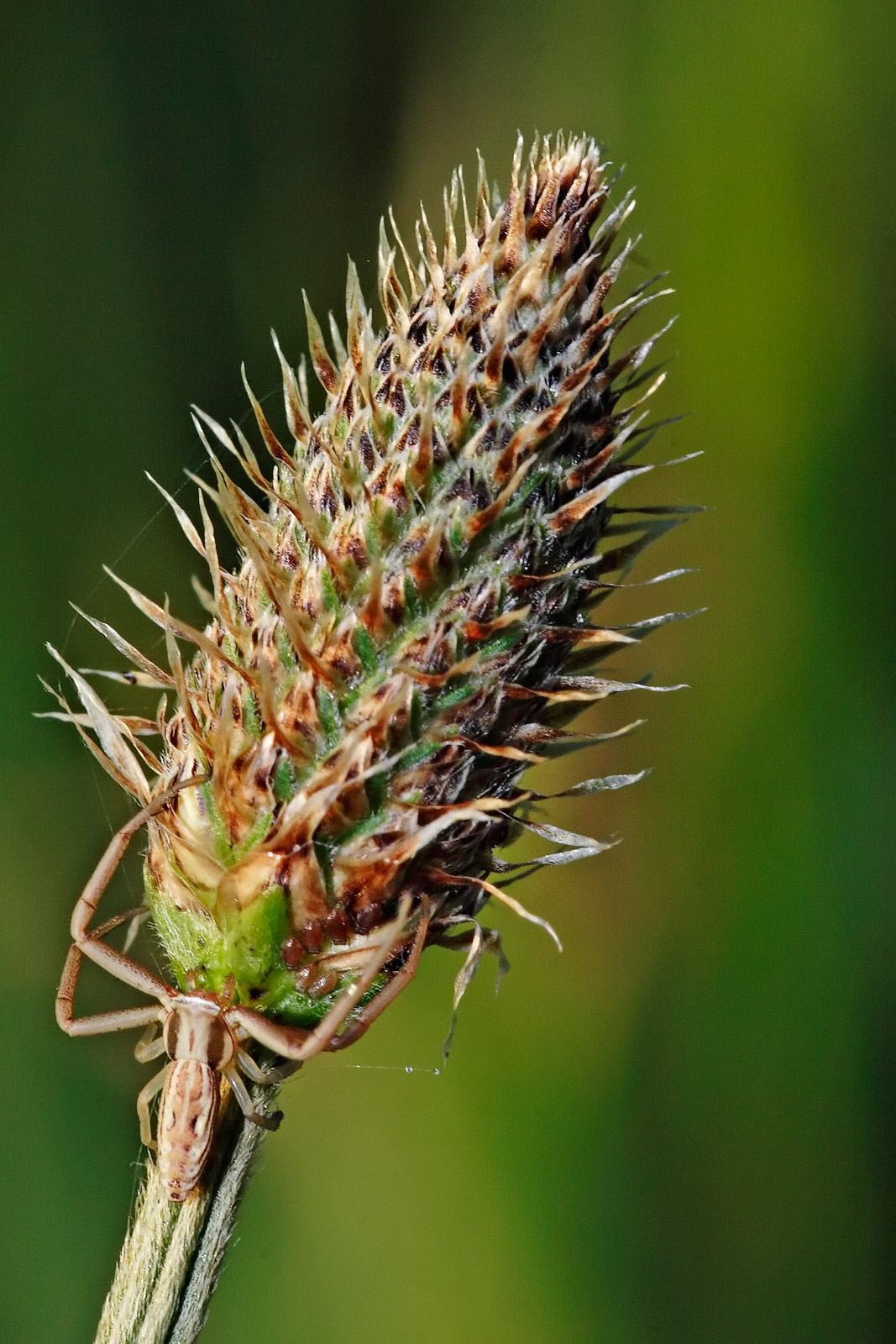
Runcinia acuminata
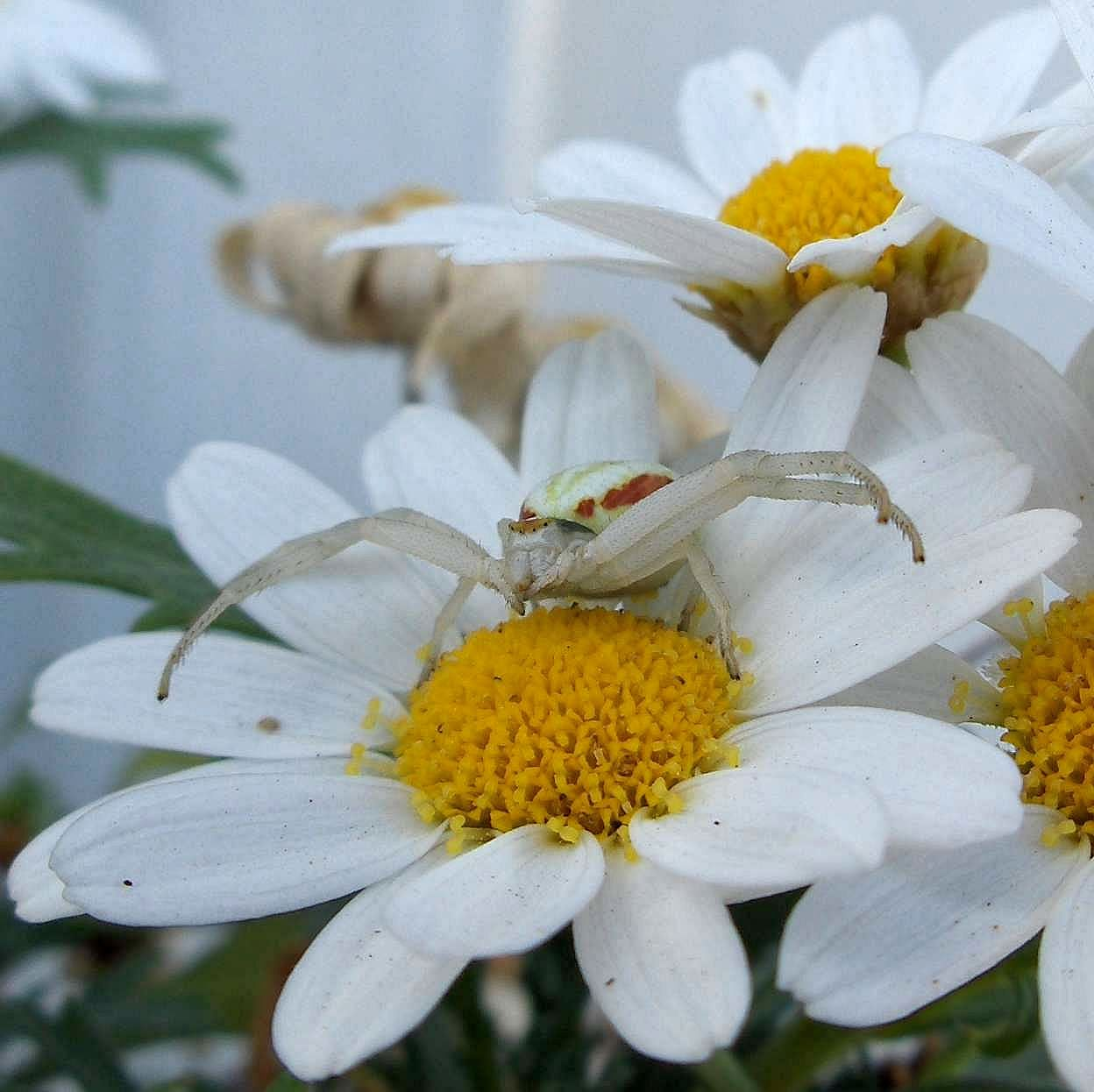
Segestria senoculata ♀